# Ghosts (Spiel)
Ghosts ist ein einfaches Kartenspiel des Autors Reiner Knizia. Das Spiel ist für zwei bis sechs Personen ab acht Jahren konzipiert, die Spielzeit für eine Runde beträgt etwa 20 Minuten.
Es erschien zuerst 2007 als Spirits! bei dem italienischen Verlag Raven Distribution/Red Glove. In Deutschland erschien es 2010 als Capt’n Sharky: Piraten-Rauferei mit einem Piratenthema bei Die Spiegelburg sowie 2015 und 2016 bei dem Kleinverlag ASYNCRON games als Ghosts. Seit 2022 ist die aktuellste Version bei Amigo im Programm. Im gleichen Jahr wurde es für den deutschen Spielegrafikpreis Graf Ludo nominiert.

## Thema und Ausstattung
Ghosts ist ein einfaches Kartenspiel, das über mehrere Runden gespielt wird. Es geht darum, bei der Auslage von Karten verschiedener Farben und Werte das Limit von maximal sieben Furchtpunkten in der Ablage nicht zu überschreiten.
Das Spielmaterial besteht aus 54 Geisterkarten mit je einem, zwei oder Geistern in sechs Farben, sechs Nebelkarten sowie 16 Furcht-Markern.

## Spielregeln
Zu Beginn einer Runde werden die Karten gemischt und jede Person bekommt verdeckt fünf Karten als Kartenhand. Die übrigen Karten bilden einen verdeckten Nachziehstapel. Zudem bekommt jede Person drei Furchtmarker, die restlichen Marker kommen in die Tischmitte.
Das Spiel wird im Uhrzeigersinn gespielt. Die jeweils aktive Person muss eine Handkarte auf den Ablagestapel ausspielen und die jeweilige Furchtstufe ansagen. Die Furchtstufe entspricht bei der ersten Karte der Anzahl der Geister auf der ausgelegten Karte, danach werden immer bei einem Farbenwechsel die jeweiligen Geister auf der Karte zur aktuellen Furchtstufe ergänzt. Legt eine Person eine Karte in der gleichen Farbe wie die oberste ausliegende Karte, bleibt die Furchtstufe gleich und die Spielrichtung ändert sich. Legt jemand eine Nebelkarte, wird diese unter den Stapel gelegt und die Furchtstufe bleibt unverändert. Nach dem Ausspielen zieht die jeweilige Person eine Karte nach.
Kann eine Person nur eine Karte spielen, mit der die Furchtstufe höher als auf sieben steigt, muss sie den gesamten Ablagestapel vor sich ablegen und bekommt einen Furchtmarker. Danach beginnt sie eine neue Ablage und sagt entsprechend die neue Furchtstufe an. Ist der Nachziehstapel aufgebraucht, wird kein neuer gebildet und es wird nur noch mit den verbliebenen Handkarten gespielt. Der Durchgang endet, wenn eine Person keine Karte mehr spielen kann. Hat eine Person in der Runde beim Ende eines Durchgangs keine Karten vor sich liegen, darf sie bis zu drei Furchtmarker abgeben.
Das Spiel endet nach drei Durchgängen und die Person mit den wenigsten Furchtmarkern gewinnt das Spiel.

## Ausgaben und Rezeptionen
Das Spiel von Reiner Knizia erschien 2007 zuerst als Spirits! bei dem italienischen Verlag Raven Distribution/Red Glove. 2010 wurde es als Capt’n Sharky: Piraten-Rauferei mit einem Piratenthema bei Die Spiegelburg sowie 2015 und 2016 als Ghosts bei dem Kleinverlag ASYNCRON games veröffentlicht. 2022 erschien die aktuellste Version bei Amigo.

## Belege
1. 1 2 3 4  Spielanleitung Ghosts, amigo 2022.
2. ↑  Versionen von Ghosts in der Spieledatenbank BoardGameGeek (englisch); abgerufen am 15. September 2022.